# 헤마글루티닌 (인플루엔자)
헤마글루티닌(영어: hemagglutinin, HA)은 인플루엔자 바이러스의 표면에서 발견되는 동형삼량체 당단백질이며, 감염에 필수적인 역할을 한다.
헤마글루티닌은 클래스 I 융합 단백질로 부착인자와 막 융합 단백질 모두로 기능하는 다기능 활성을 가지고 있다. 따라서 헤마글루티닌은 인플루엔자 바이러스를 상기도 세포나 적혈구와 같은 표적 세포 표면의 시알산과 결합하여 결과적으로 바이러스의 내재화를 일으키는 역할을 한다. 또한 헤마글루티닌은 낮은 pH (5.0~5.5)에 노출되면 바이러스의 외피와 후기 엔도솜 막의 융합을 담당한다.
"헤마글루티닌"이라는 이름은 시험관 내에서 적혈구가 서로 응집되도록 하는 단백질의 능력에서 유래되었다.

## 같이 보기
- 인플루엔자